# 大学习巷清真寺
大学习巷清真寺位于陕西省西安市西大街大学习巷内北侧，与化觉巷清真大寺东西遥遥相对。该寺建筑规模较大，仅次于位于其东侧的化觉巷清真大寺，二者和称东西两大清真寺。 据寺内现存石碑记载，该寺创建于公元705年。赐名清教寺，玄宗朝改名唐明寺，元中统间赐名回四万善寺，及明洪武时赐名清真寺。是西安最古老的清真寺之一。于2013年被列入第七批全国重点文物保护单位。